# 대좌의 아들
"대좌의 아들"은 1968년 공개된 대한민국의 영화이다.

## 배역
- 신성일
- 박노식
- 김혜경
- 김석훈
- 김동원
- 최성호
- 최명수
- 김칠성
- 양일민
- 옥상미
- 안성해